# Rule Thyself
Rule Thyself  è un cortometraggio muto del 1913 diretto da C. Jay Williams.

## Trama
Trama di Moving Picture World synopsis in (EN)  su IMDb

## Produzione
Il film fu prodotto dalla Edison Company.

## Distribuzione
Distribuito dalla General Film Company, il film - un cortometraggio di 200 metri - uscì nelle sale cinematografiche statunitensi l'11 aprile 1913. Nelle proiezioni, veniva programmato con il sistema dello split reel, accorpato in un'unica bobina con un altro cortometraggio prodotto dalla Edison, il documentario The Capture of a Wild Cat.